# Marty Adams
Marty Adams (Parry Sound, 12 settembre 1981) è un attore, comico e scrittore canadese.

## Biografia
Iniziò come giocatore di football alla Università McMaster, ma lasciò l'attività a causa di un infortunio al ginocchio. Dopo l'operazione fu coinvolto in un programma comico presso l'Humber College, esperienza che rappresentò il suo esordio artistico.
Prima di iniziare la sua carriera di attore cinematografico, Adams fece l'attore teatrale ed è anche scrittore.

## Filmografia
- Saw IV, regia di Darren Lynn Bousman (2004)
- The Listener - serie TV, episodio 1x08 (2009)
- Dead Before Dawn 3D, regia di April Mullen (2012)

## Doppiatori italiani
- Claudio Fattoretto in Saw VI